# REV (記憶媒体)
REV（レブ）とは、2003年にアイオメガ社がJazの後継として発表したリムーバブルハードディスク。同社のRemovable Rigid Disk（RRD）技術に基づいている。

## 概要
MOほどの大きさで2 GBの容量だったJazから、MDほどの大きさで35 GBの容量を実現。2006年8月には70 GBの容量の第2世代、2010年に120 GBの第3世代も発売された。磁気テープと比較して簡単な操作と高速なアクセス、高い信頼性と低価格であることを売りとし、テープから置き換えることを目指している。高い防塵性能、耐衝撃性能を持ち、耐用年数は30年とされる。
REVでは気密性を確保するために、エアフィルターシステムの採用やスピンドルモーターのカートリッジ側搭載によるスピンドルホールの排除などにより、気密性を向上している。自動ヘッドクリーニング機能により埃を徹底して排除し、カートリッジ内部をクリーンルームに近い清浄度を保っている。
70 GBドライブには35 GBディスクもリード・ライト可能な下位互換がある。120 GBドライブでは70 GBディスクのリードのみ可能となっており、ライトは対応していない。35 GBディスクは完全に非対応となる。
インタフェースは、USB、IEEE 1394、ATAPI、SCSI、SATA。